# Nanling, Wuhu
Nanling är ett härad i Wuhus stad på prefekturnivå i provinsen Anhui i östra Kina.
Nanling är indelat i åtta köpingar.
Köpingar (zhen):

- Gongshan (工山镇)
- Hewan (何湾镇)
- Jiafa (家发镇)
- Jishan (籍山镇)
- Sanli (三里镇)
- Xuzhen (许镇镇)
- Yandun (烟墩镇)
- Yijiang (弋江镇)